# Страхиња Ерац
Страхиња Ерац (Краљево, 1994) српски је политичар. Члан је странке Заветници, а од 1. августа 2022. обавља функцију народног посланика у Народној скупштини Србије.

## Биографија
Рођен је 1994. године у Краљеву. Дипломирани је социјални радник. Године 2019. нападнут је и тешко повређен од стране непознатих лица у Краљеву.